# Zygmunt Bogacz
Zygmunt Gotthilf Bogacz (ur. 12 czerwca 1758 w Zielęcicach koło Brzegu, zm. 27 maja 1800 w Tarnowskich Górach) – polski hutnik i asesor górniczy, działał na Górnym Śląsku, gdzie kierował budową hut państwowych.

## Życiorys
Uczęszczał do gimnazjum w Brzegu. Od 1778 był pracownikiem rządowego hutnictwa i górnictwa na Śląsku, początkowo praktykował w hucie żelaza w Kluczborku, następnie (w 1782) został pisarzem i nadzorcą kopalni rud w hucie żelaza Małapanew w Ozimku. W 1783 przeniesiony do Deputacji Górniczej w Tarnowskich Górach (od 1793 pod nazwą Urząd Górniczy), był tam pisarzem hutniczym i asesorem; od 1797 pracował jako asesor Wyższego Urzędu Górniczego.
W ramach swoich zajęć zawodowych kierował, razem z Johnem Baildonem, budową hut państwowych - Huty Gliwickiej (1796, zlikwidowana w dwudziestoleciu międzywojennym) i Huty Królewskiej (od 1797, późniejsza ArcelorMittal Poland Oddział Huta Królewska w Chorzowie). Były to pierwsze w Europie huty stosujące koks do wytopu surówki żelaza.
Zygmunt Bogacz cieszył się opinią wybitnego znawcy hutnictwa, był wysoko ceniony przez Fryderyka Wilhelma Redena (śląskiego starostę górniczego).